# Вулф, Энтони
Энтони Вулф (англ. Anthony Wolfe; род. 23 декабря 1983 года, Мансанилья, Тринидад и Тобаго) — тринидадский футболист, нападающий клуба «Полиция».

## Карьера

### Клубная
Воспитанник клуба «Норт-Ист Старз». Большую часть карьеру Вулф провели именно за родную команду. В 2003—2004 годах форвард помогал ей становиться чемпионом страны и завоевывать национальный кубок. По итогам сезона 2004 году Вулф с 16 мячами стал лучшим бомбардиром тринидадского первенства. У себя в стране футболист также выступал за клубы «Сан-Хуан Джаблоти», «Ма Пау» и «Сентрал». В 2007 году форвард перешел в «Атланту Силвербэкс», однако закрепиться в США у него не удалось.
В 2013—2017 годах с перерывами Вулф играл в Индии. В 2014 году он помог клубу «Чёрчилл Бразерс» победить в кубке страны. Выступал за коллектив четвёртого дивизиона «Толлигандж Аграгами».
В начале 2018 года тринидадец вернулся на родину выступать за «Сентрал».

### В сборной
За сборную Тринидада и Тобаго Энтони Вулф дебютировал 29 января 2003 года в товарищеском матче против сборной Финляндии, который завершился поражением со счетом 1:2. В 2005 году спустя долгое время форвард был вызван в национальную команду на розыгрыш Золотого кубка КОНКАКАФ, однако в турнире он не играл. В 2006 году Вулф вошел в заявку тринидадцев на Чемпионате мира в Германии. В последний раз футболист сыграл за них в 2011 году. Всего Вулф провел за сборную 36 матчей, в которых забил три гола.

## Достижения

### Национальные
- Чемпион Тринидада и Тобаго: 2004
- Обладатель Кубка Тринидада и Тобаго: 2003
- Обладатель Кубка Индии: 2013/14

### Личные
- Лучший бомбардир чемпионата Тринидада и Тобаго: 2004 (16 голов)